# إينوفا
إينوفا هي أسطورة أمازيغية عبارة عن كفاح وتضحية فتاة اسمها «غريبا» لوالدها العجوز «إينوفا» وإخوتها الصغار. هذه الأغنية مستمدّة من أسطورة أمازيغية يبلغ عمرها عشرات القرون وهي تروي حكاية فتاة جزائرية، الفتاة الأمازيغية التي تعمل في حقول الزيتون. فإذا حل المساء تعود إلى بيت أبيها وهي متعبة إلى البيت. تطرق الباب فيحتار الشيخ إينوفا هل يفتح الباب أم لا.. خوفاً من وحش الغابة كما تسمّيه الأسطورة فيقضي على أولاده ولا يستطيع حمايتهم. يتفق العجوز إينوفا مع ابنته غريبا على أن ترج أساورها ليتأكد من أنها ابنته.. فيتأكد العجوز وتدخل ابنته البيت وترتمي على أحضان والدها العجوز فتنشد أغنيتها ويعتذر والدها منها طالباً منها الغفران لعدم فتحه الباب.